# Fipronil
Fipronil és un insecticida d'ampli espectre que pertany a la família química fenilpirazol. Un dels seus noms comercials és Termidor. El fipronil interromp el sistema nerviós dels insectes i causa hiperexcitació dels nervis i els músculs en els insectes contaminats.

## Efectes
Fipronil és un verí d'actuació lenta. Quan s'usa com esquer permet als insectes tornar a la colònia, com en el cas de la panerola, i en la colònia estenen el verí.
Els esquers tòxics amb fipronil s'han demostrat efectius a l'hora d'eliminar Vespula germanica a Amèrica del Nord en tan sols una setmana.
Els impactes del fipronil en la vida salvatge inclouen:
- Fipronil és altament tòxic per a peixos i invertebrats aquàtics.[5]
- Fipronil és tòxic per a les abelles i no s'ha d'aplicar en les plantes de les quals es nodreixen.[5]
- Fipronil és altament tòxic per a ocells de caça (per exemple les perdius).[6]

Fipronil també es fa servir com a ingredient actiu en el control de les puces dels animals de companyia, contra les plagues del moresc, camps de golf i gespes, malgrat que sembla que les poblacions de puces estan desenvolupant resistència genètica davant els efectes de l'insecticida.

### Farmacodinàmica
Fipronil actua enllaçant llocs al·lostèrics del receptor GABAAA i els receptors GluCl (dels insects, els mamífers no en tenen) com un antagonista (una forma d'inhibició no competitiva). Això afecta les neurones i provoca la toxicitat via sobreestimulacó.
Toxicitat aguda oral LD50 (en rata) 97 mg/kg
Toxicitat aguda dèrmica LD50 (rata) >2000 mg/kg
En animals i humans, l'enverinament per fipronil està caracteritzat per vòmits, agitació i convulsions, aquestes últimes generalment es tracten amb benzodiazepina.

## Descobriment i ús
El fipronil es va descobrir i desenvolupar per Rhône-Poulenc entre 1985 i 1987, i va ser comercialitzat el 1993 sota la patent US Patent No. US 5,232,940 B2. Des de l'any 2003, la companyia BASF té els drets de la patent en molts països. Fipronil s'usa o s'ha fet servir d'aquestes maneres:
- Sota la marca comercial Regent, s'ha usat contra les principals plagues de lepidòpters i ortòpters en horticultura i contra els coleòpters dels sòls. L'any 1999, 400.000 hectàrees es van tractar amb Regent. Va estar entre els principals insecticides usats en arròs i cotó a la Xina.[14]

- Sot els noms comercials de Goliath i Nexa, es fa servir contra les paneroles i les formigues. També en camps de cereals, de golf i la cura de la gespa sota el nom comercial de Chipco Choice.[14]

- Sota el nom comercial d'Adonis per al control de saltamartins a Madagascar i a Kazakhstan.[14]

- Comercialitzat sota els noms de Termidor, Ultrathor, i Taurus a Àfrica i Austràlia contra els tèrmits.[14]
  - Termidor ha estat autoritzat excepcionalment a Texas ("crisis exemption") contra noves espècies descobertes de formigues.[15]

- Al Regne Unit el Termidor té una aprovació provisional per cinc anys com a insecticida en la higiene pública.[14]

- Fipronil és el principal ingredient actiu de Frontline TopSpot, Fiproguard, Flevox i PetArmor; aquests tractaments es fan servir contra paparres i puces en gats i gossos. També es podria usar contra les paparres dels humans.[16]

- A Nova Zelanda el fipronil s'ha usat en proves pel control de vespes, les quals són un perill per a la biodiversitat del país.[4]

## Toxicitat ecològica
Fipronil és altament tòxic per crustacis, insectes i zooplàncton, així com per a les abelles, tèrmits, conills, alguns llangardaixos i certs grups d'ocells galliformes. És molt tòxic per a peixos. En canvi aquesta substància és relativament innocua per passeriformes, polles d'aigua i cucs de terra.
El fipronil afecta molt negativament als insectes i altres espècies d'animals que no són l'objectiu de l'aplicació.
El maig de 2003, el Ministeri d'Agricultura francès va determinar que la causa de la mortalitat observada de les abelles del sud de França estava relacionada amb la toxicitat aguda del fipronil. La toxicitat estava lligada amb un tractament de les llavors mal realitzat que va generar una pols. El febrer de 2003 aquest ministeri va decidir suspendre temporalment la venda de fipronil a França.

### Síndrome del despoblament dels ruscos
Fipronil és un dels principals productes químics acusats d'estendre la síndrome del despoblament dels ruscos entre les abelles: l'aplicació de fipronil, fins i tot a dosis molt baixes, dona com a resultat que les abelles perdin la seva capacitat de tornar al seu rusc i així es perden moltes abelles que havien sortit a recollir pol·len o nèctar.

## Toxicitat
Fipronil està classificat per l'OMS (WHO) com Classe II, pesticida moderadament perillós.
El fotodegradat MB46513 o desulfinilfipronil, sembla tenir una toxicitat aguda en mamífers que és superior al del mateix fipronil per un factor d'aproximadament 10.

## Escàndol dels ous amb fipronil (2017)
Entre els mesos de juliol i agost de 2017, es va prohibir la comercialització i es van retirar del mercat milions d'ous de gallina als Països Baixos, Bèlgica, Alemanya i França, després que l'Àgencia de Seguretat Alimentària neerlandesa (NVWA) descobrís alts nivells de fipronil, fet que va comportar el tancament temporal de 180 granges del país. Presumptament les autoritats dels Països Baixos ja havien assenyalat que els ous estaven contaminats amb fipronil el novembre de 2016, però no van comunicar els resultats. Com que l'ús de fipronil és il·legal en la producció d'aliments per al consum humà a Europa, es va iniciar una investigació criminal.
Les primeres investigacions es van realitzar a dues companyies: Poultry Vision a Bèlgica —sospitosa de manufacturar i vendre DEGA-16 barrejat amb fipronil— i ChickFriend als Països Baixos —acusada de la venda conjunta de DEGA-16 barrejat amb Fipronil a granges de gallines. El DEGA-16, per la seva banda, és un producte natural de neteja i desinfecció aprovat per netejar els galliners. Els propietaris de ChickFriend van desaparèixer i el seu lloc web va quedar fora de línia. Els primers resultats d'una investigació de la policia belga van conduir al descobriment de 6.000 litres de fipronil que importava Poultry Vision. Els fitxers de la companyia van revelar que l'augment de la importació de fipronil va iniciar-se a partir de 2014. Altres fonts properes a la investigació van afirmar que Poultry Vision era el proveïdor de la barreja DEGA-16 amb Fipronil a una llista creixent de països: Alemanya, Polònia, França i el Regne Unit.
Els ous contaminats amb fipronil podrien haver estat venuts durant molt de temps abans del descobriment d'alts nivells als ous. A principis d'agost, la cadena de supermercats Aldi va informar que retiraria tots els ous a les botigues alemanyes com a precaució. Com a conseqüència del presumpte encobriment de les autoritats neerlandeses, el 8 d'agost la Junta de Seguretat d'aquests països va anunciar que iniciaria una investigació oficial.